# Adonisea viridens
Adonisea viridens är en fjärilsart som beskrevs av Walter 1928. Adonisea viridens ingår i släktet Adonisea och familjen nattflyn. Inga underarter finns listade i Catalogue of Life.